# معركة أوخريد
معركة أوخريد وقعت في 14 أو 15 سبتمبر 1464م بالقرب من أوخريد في مقدونيا بين القوات العثمانية بقيادة السلطان محمد الفاتح و قوات من الألبان و جمهورية البندقية بقيادة اسكندر بك وأنتهت بانتصار الألبان.
في عام 1461م عقد اسكندر بك الألباني هدنة مع السلطان العثماني محمد الفاتح، لم تدم الهدنة أكثر من ثلاث سنوات حيث ان البابا بيوس الثانى دعا اسكندر بك وملوك أوروبا لشن حملة صليبية على الدولة العثمانية وعندما تقاتلوا بالقرب من أوخريد استطاع اسكندر بك الانتصار في هذه المعركة.

## الخلفية
في نوفمبر 1463 أعلن البابا بيوس الثاني عن إطلاق حملة صليبة ضد الدولة العثمانية وكان إسكندر بك زعيم الألبان حليفا حيويا لهذا الجهد وكان أحد أهم قادة الحملة الرئيسين من جانب آخر لم يستطع الفينسيون (البندقية) إقناع حلفائها في أوروبا بالانضمام للحرب وبالنهاية شاركت البندقية بقوة ليست كبيرة تقدر بألف رجل .

## المعركة
كانت القوات العثمانية بقيادة سيرميت بك متمركزة في اوهريد بمقدونيا وهي مدينه قريبه من مناطق سيطرة إسكندر بك حاكم ألبانيا المتمرد وكان العثمانين يسيطرون تماما على داخل وخارج المدينة ما يجعل من الصعب إلحاق هزيمة بهم وبمجرد وصول إسكندر بك شرع مع 500 من فرسانه باستفزاز العثمانين ومن ثم استدراجهم خارج الحامية ثم نصب الكمائن لهم وبالفعل في يوم 14 أو 15 سبتمبر ذهبت الأمور حيث خطط لها وانتهت المعركة بهزيمة القوات العثمانية ومقتل وجرح نحو عشرة الآلاف رجل وعلي الجانب الآخر كانت خسائر الألبان والبندقية قليلة.